# Хранитель города (фильм)
«Хранитель города» (англ. Keeper Of The City) — американский художественный телефильм 1991 года, триллер режиссёра Бобби Рота. Главные роли в этом фильме исполнили Луис Госсетт-младший, Энтони Лапалья, Питер Койоти и Рене Соутендейк. Фильм является экранизацией произведения Джералда ДиПего.

## Сюжет
Действие фильма происходит в Чикаго. Семья Винча Бенедетто пострадала от мафии. Винч узнаёт о том, что на свободу выйдет главарь мафии, известный гангстер, и решает отомстить ему за своих родных. Для этого он хочет ликвидировать всех главарей мафии.
О своих действиях Винч Бенедетто сообщает одному журналисту, послав ему анонимку. Для журналиста тема борьбы с мафией оказывается близкой, он работал над ней, и кроме того он симпатизирует Винчу. Но за самим Винчем начинает охоту полицейский детектив Джеймс Дела. Детектив считает Винча обычным психическим больным, но в истинную причину действий Винча детектива посвящает жена Винча Вики Бенедетто.

## В ролях
- Луис Госсетт-младший — детектив Джеймс Дела
- Энтони Лапалья — Винч Бенедетто
- Питер Койоти — Фрэнк Нордхалл
- Рене Саутендейк — Вики Бенедетто
- Эйрик Игэн — Скотти Бенедетто
- Тони Тодд — Бриджер
- Барбара Уильямс — Грейс
- Тони Плана — убийца
- Джина Гальего — Елена